# Popovac
 Popovac  è un comune della Croazia di 2 427 abitanti della Regione di Osijek e della Baranja.